# Cantina

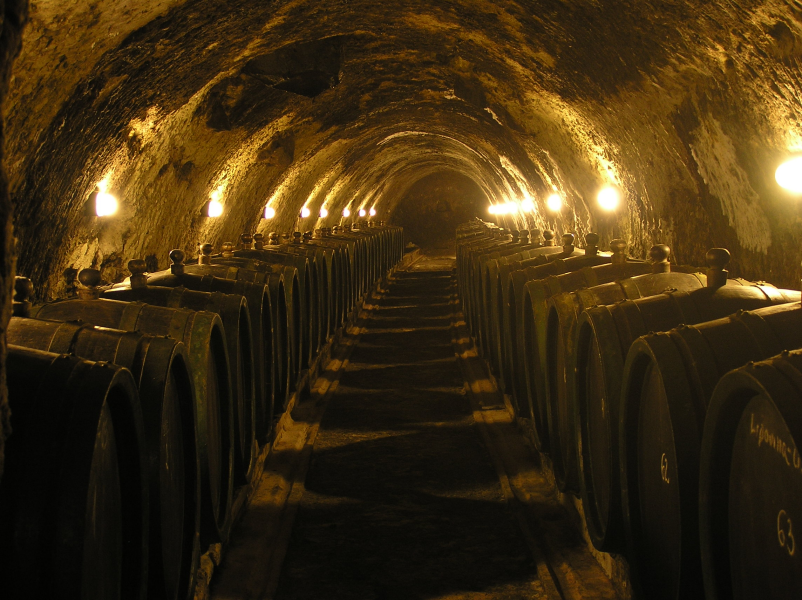
Un'antica cantina per la maturazione del vino in botti

Una cantina è un locale, completamente interrato o seminterrato, adibito alla maturazione e conservazione del vino o di altri cibi o bevande.
La cantina è dunque il locale che un privato o il titolare di ristorante o di enoteca destina alla corretta conservazione del vino (in botti, bottiglie o altri recipienti) prima del consumo o della vendita. Lo stesso termine identifica anche i locali delle aziende produttrici destinati alla vinificazione, conservazione ed affinamento dei vini, e in generale delle bevande alcoliche.

## Caratteristiche generali

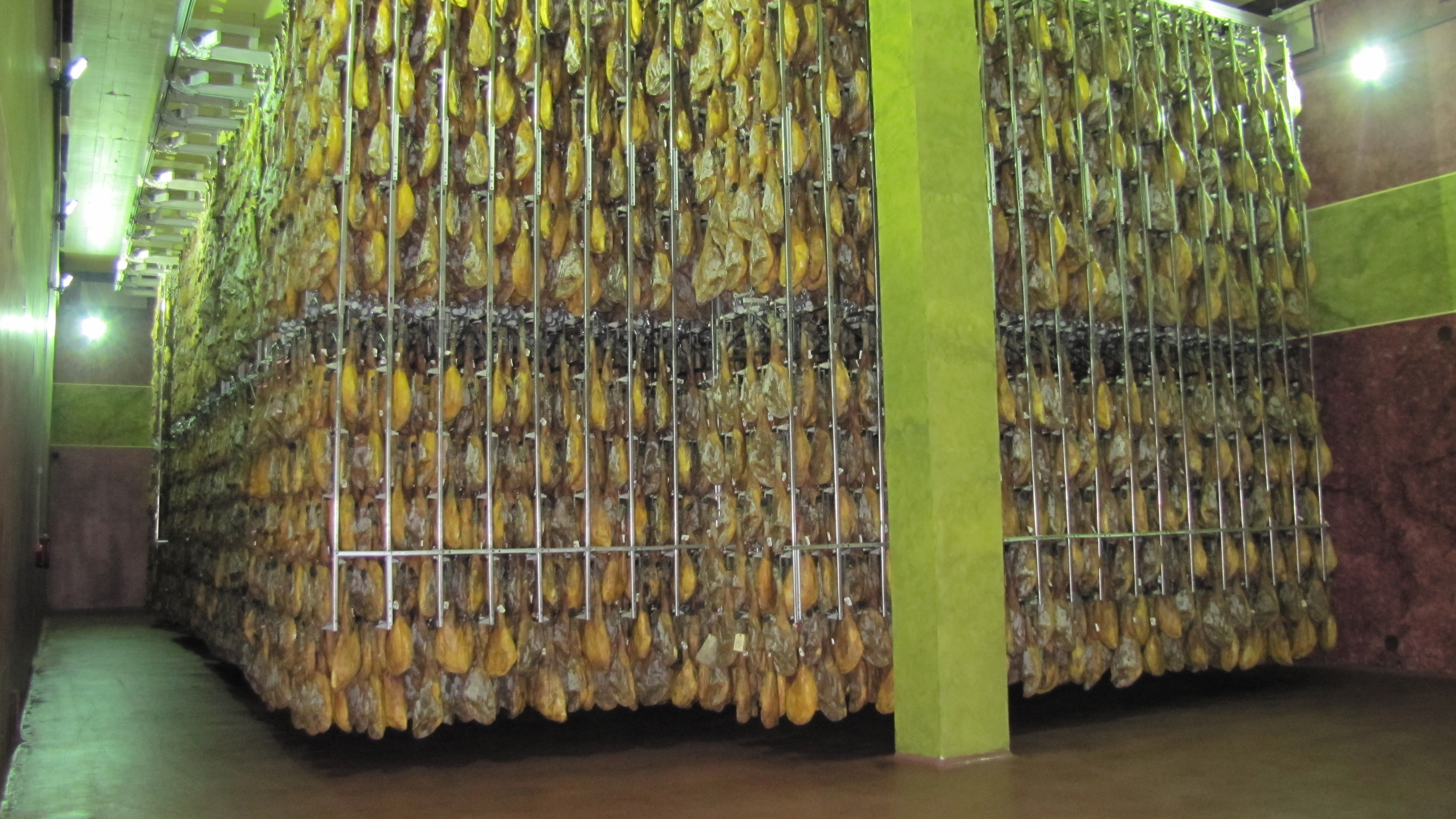
Una cantina di BEHER per la stagionatura dei prosciutti iberici a Guijuelo

Gli antichi Romani, per riferirsi alle celle in cui si conservava il vino in anfore esposte al fumo, utilizzavano il termine greco apothēca (ἀποθήκη), che in origine indicava un qualsiasi luogo di deposito, come un 'ripostiglio' o un 'magazzino'.
Nonostante le caratteristiche della cantina ideale possano cambiare in base alle idee, alle aspettative di ciascuno, esistono dei principi oggettivi di base da rispettare. Il vino infatti, essendo una sostanza delicata ed in continua evoluzione, va conservato in un luogo protetto ma anche aerato, scuro, umido, fresco, silenzioso, al riparo da vibrazioni, esente da fonti di cattivo odore.

### Umidità
Sulla base dell'esperienza acquisita nel tempo, si è constatato che il parametro umidità, in genere meno considerato, è invece quello da tenere di più sotto controllo.
Il valore di umidità relativa della cantina dovrebbe sempre essere compreso tra il 70 e l'80%, ancora meglio se superiore a 80.
Infatti nella bottiglia, che va conservata sempre in posizione orizzontale, da una parte del tappo c'è il vino, e quindi il valore di umidità è al 100%, dall'altra c'è l'ambiente, che dovrebbe avvicinarsi a questo valore affinché venga limitata la tendenza del vino ad uscire dalla bottiglia.
Infatti un'eccessiva secchezza del sughero dalla parte esterna della bottiglia rischierebbe di favorire l'uscita del contenuto verso l'esterno, facendolo quindi diminuire e provocandone l'ossidazione. Il tappo si deve idratare anche con l'aria esterna e non solo risucchiando il vino dall'interno.
Una lieve formazione di muffa dalla parte esterna del tappo, benché remota, è possibile, ma sicuramente meno dannosa della secchezza del tappo. Si ha esperienza di cantine umidissime, che riducono le etichette a brandelli in pochi anni, ma che al tempo stesso conservano i vini in modo esemplare.
Per poter mantenere un elevato valore di umidità nel locale è preferibile lasciare il fondo senza pavimentazione, ricoperto eventualmente da alcuni centimetri di ghiaia o argilla espansa, affinché la cantina si possa "nutrire" dell'umidità trasmessa dal sottosuolo.
La ghiaia potrà anche essere leggermente innaffiata di tanto in tanto, se l'umidità dovesse rivelarsi non sufficiente.
Se proprio non si può avere un fondo non pavimentato, si può cercare di ovviare disponendo in cantina una o più bacinelle contenenti acqua con un po' di polvere di calce sul fondo, onde evitare che l'acqua si trasformi in coltura batterica.
Per evitare il deterioramento dell'etichetta si può avvolgere la bottiglia con una pellicola di plastica per alimenti.

### Temperatura
La temperatura deve mantenersi costante lungo il corso dell'anno, o almeno variare lentamente; i bruschi cambiamenti di temperatura sono estremamente dannosi per il vino, che si contrae e si dilata al variare della stessa.
L'energia accumulata sotto forma di temperatura può provocare l'aggregazione e la precipitazione dei polifenoli (antociani) e tannini, che sono le sostanze coloranti del vino.
Le dilatazioni e contrazioni inoltre premono e tirano sul tappo, aumentando il ricambio d'aria e di conseguenza l'ossidazione. Oltre ad evitare che vi siano eccessive variazioni di temperatura, occorre stabilire qual è la temperatura ottimale.
Se la temperatura è troppo elevata il vino evolve più in fretta, matura ed invecchia prima, o addirittura potrebbe leggermente rifermentare se vi fossero al suo interno lieviti ancora vivi ed un qualche residuo zuccherino.
Se la temperatura è troppo bassa potrebbero avere luogo precipitazioni dell'acido tartarico in sali di tartrato che in qualche modo impoverirebbero il vino.
Sulla base dell'esperienza acquisita si è rilevato che le temperature ottimali sono 10-12 °C per i vini bianchi e 12-14 °C per i vini rossi.
Dovendo effettuare una scelta, è bene ricordare che un'escursione più fredda è meglio di un'escursione più calda.
Affinché il locale possa avere le caratteristiche termiche desiderate è preferibile che lo stesso si trovi ad almeno quattro metri sotto il livello del suolo; se ciò non fosse possibile, si può cercare di ovviare all'inconveniente con una piccola finestra aperta sul lato nord, ed isolando il locale con pannelli isolanti di varia natura. Questi accorgimenti dovrebbero essere sufficienti nei paesi dal clima temperato, salvo alcune località del sud.
In alternativa si può prendere in considerazione l'installazione di un climatizzatore, tuttavia i costi, in genere ingiustificati rispetto al valore dei vini contenuti in una cantina "normale", potrebbero essere eccessivi.
Infine, se si conoscono i valori di temperatura nei vari punti del locale, è preferibile disporre i vini bianchi ed i vini spumanti nelle zone più fresche (solitamente in basso), e i vini rosati, i rossi leggeri ed i rossi importanti nelle zone meno fresche (solitamente in alto), in analogia alle diverse temperature consigliate per il consumo dei vini.

### Luce
La cantina deve essere buia; infatti anche la luce è energia e, come per la temperatura, l'energia che il vino accumula può provocare l'aggregazione e la precipitazione dei polifenoli; di conseguenza un vino esposto alla luce invecchia più rapidamente.
In Francia si definisce goût de lumière, gusto di luce, il sapore che assumerebbero i vini ad essa esposti.
Affinché il locale possa avere le caratteristiche di luminosità desiderate lo stesso deve essere dotato di poche aperture verso l'esterno; sarebbe inoltre preferibile che lo spessore delle pareti, in corrispondenza delle aperture, fosse elevato.

### Odore
Il vino ha la proprietà di assorbire gli odori che lo circondano; è necessario quindi evitare nel locale la presenza di odori indesiderabili.
Occorre perciò evitare l'uso della cantina come locale di stoccaggio di qualsiasi materiale di natura chimica, quali taniche di gasolio o benzina, barattoli di vernici, candeggine, detersivi, saponi, ma anche di materiali che possono ammuffire quali carta e cartoni.
Evitare altresì lo stoccaggio di generi alimentari, soprattutto quelli molto "odorosi", quali cipolla, aglio, tartufo, formaggi, salumi ecc.
Affinché nel locale non vi sia ristagno di odori, e per evitare la formazione eccessiva di muffe, l'aria deve essere lentamente ma continuamente rinnovata.
Due piccole aperture, in basso ad est ed in alto a nord, senza bottiglie nelle vicinanze, assicureranno un corretto ricambio d'aria.

### Vibrazioni
Evitare assolutamente di costruire cantine in zone ad alto inquinamento acustico, laddove passano nelle vicinanze autobus, metro, camion. Da evitare anche la vicinanza alle trombe degli ascensori o ad alcuni elettrodomestici, lavatrici in particolare.

## Sistemazione

### Supporti
Il metodo migliore per sistemare le bottiglie è utilizzare degli scaffali. La scelta potrà cadere su vari materiali, a seconda dei gusti: metallo, legno, terracotta, cemento, plastica. In un ambiente dove non si siano potute evitare completamente le vibrazioni, è preferibile il legno per le sue caratteristiche fonoassorbenti e pneumatiche.
Chi non ha molti vini può optare per un sistema di scaffalatura delle bottiglie "una ad una", chi ne ha molte o è solito acquistarne a dozzine di ciascuna potrà cercare di risparmiare spazio con sistemi ad alveoli più grandi, in grado di contenere ciascuno decine di bottiglie, tenendo conto che è opportuno evitare di creare sovrapposizioni di bottiglie per più di cinque piani.
In genere si consiglia di non riempire subito tutti gli scaffali disponibili ma di averne sempre un 20% libero per poter sistemare i nuovi acquisti o per poter gestire più facilmente una riorganizzazione della disposizione dei vini.

### Posizione delle bottiglie
Per tutti i vini, tranne alcune eccezioni, la posizione di conservazione è orizzontale, con l'etichetta sempre in alto o comunque in modo che sia facilmente leggibile.
In particolare, le bottiglie dei vini spumanti andranno poste in posizione perfettamente orizzontale ed in basso. Anche per le bottiglie di vino normale va bene la posizione orizzontale, ma si preferisce una posizione con il collo leggermente rialzato, facendo in modo che il tappo resti bagnato dal vino ma che il liquido non prema troppo contro lo stesso.
I vini da consumarsi giovani, che possono anche essere provvisti di un tappo sintetico, vanno tenuti in posizione verticale, così come i vini liquorosi quali Marsala, Porto, Sherry, ed i liquori.